# 에리히 폰 만슈타인
프리츠 에리히 게오르크 에두아르트 폰 레빈스키(독일어: Fritz Erich Georg Eduard von Lewinski, 1887년 11월 24일 ~ 1973년 6월 10일), 일명 에리히 폰 만슈타인(Erich von Manstein)은 제2차 세계 대전 중 독일 국방군의 장군이다.  히틀러의 나치의 부름받아 독소전 최고의 장군으로 활약하였다
대대로 군인으로 출세한 프로이센 귀족 집안에서 태어난 만슈타인은 젊어서부터 육군에 입대하여 제1차 세계 대전(1914년 ~ 1918년) 당시 여러 전선에서 복무했다. 대전 종료 때 대위 계급까지 달았으며, 전간기에 독일군 재건에 참여했다. 1939년 9월 폴란드 침공으로 제2차 세계 대전이 발발하자 게르트 폰 룬트슈테트의 남부 집단군 참모장으로 전쟁을 수행했다. 아돌프 히틀러는 1940년 5월 프랑스를 침공하면서 만슈타인의 전략을 채택했다. 만슈타인은 뒷날 "낫질작전(Sichelschnitt)"이라고 불리게 되는 획기적인 전술을 입안했다. 그 요지는 아르덴 숲을 전속력으로 돌파하여 영불해협까지 닿아 벨기에와 플랑드르의 프랑스군 및 연합군 육군을 단절시키는 것이었다. 만슈타인이 입안한 계획은 프란츠 할더를 비롯한 OKH 참모들에 의해 개량되어 실행에 옮겨졌다. 이 작전이 종료될 때쯤 대장 계급을 달게 되었고, 1941년 6월의 소련 침공(바르바로사 작전)과 세바스토폴 포위전에서도 주도적인 역할을 해서 1942년 7월 1일 원수로 승진했다. 이후 레닌그라드 포위전에도 참여하였다.
1942년 이후 독일의 전세가 기울기 시작했고, 특히 만슈타인이 12월에 참여하기도 한 스탈린그라드 전투에서 독일군은 파멸적 패배를 당했다. 만슈타인은 제3차 하리코프 공방전(1943년 2월 ~ 3월)에서 일부 점령지를 회복하고 소련군 3개 야전군을 궤멸시키고 3개 야전군을 패퇴시켰다. 역사상 최대 규모의 전차전인 쿠르스크 전투(1943년 7월 ~ 8월) 당시 최고 지휘관들 중 한 명이기도 했다. 만슈타인은 히틀러와의 의견차이로 불화가 심해졌고 1944년 3월 해임됐다. 그 뒤 별다른 보직을 맡지 못하다가 독일의 패망 몇 달 뒤인 1945년 8월 영국군에 체포되었다.
만슈타인은 1946년 8월 뉘른베르크 재판에서 증인으로 나섰으며, 이 때 한 증언 및 이후 쓴 회고록을 통해 홀로코스트의 잔학행위는 순전히 나치의 탓이지 군부는 책임이 없다고 주장하는 소위 “깨끗한 국방군” 신화의 구축에 기여했다. 그러나 국방군 조직은 둘째 치고 만슈타인 본인부터가 철저한 나치즘의 신봉자였으며 전쟁범죄에 책임이 있다는 물적 증거가 확실히 존재한다. 1949년 만슈타인은 전쟁범죄 혐의로 함부르크에서 재판을 받았고, 자신의 담당 작전구역 내 민간인 보호 및 포로 처우에 소홀했던 점 등의 17개 죄목으로 기소되어 그 중 9개 사항에 대해 유죄를 선고받았다. 형량은 18년형이었으나 이후 12년으로 감형되었고, 겨우 4년만 감옥살이를 한 뒤 1953년 석방되었다. 1950년대 중반에는 서독 정부의 군사고문으로 일하면서 독일 연방군 재건에 기여했다. 1955년 유명한 회고록 《잃어버린 승리》를 집필했다. 이 책에서 만슈타인은 히틀러의 지도능력을 강도 높게 비난하면서도 전쟁의 정치적 민족적 맥락을 거세하고 군사를 논하였다. 1973년 뮌헨에서 죽었다.

## 성장과정
만슈타인은 1887년 베를린에서 프로이센계 귀족이자 포병대장인 에두아르트 폰 레빈스키(1829년 ~ 1906년)와 그 아내 헬레네 폰 슈페를링(1847년 ~ 1910년) 사이의 열째 아들 프리츠 에리히 게오르크 에두아르트 폰 레빈스키라는 이름으로 태어났다. 폰 레빈스키 가문은 카슈비아인 혈통이었으며 브로흐비츠 문장을 사용하는 귀족가였다. 에리히의 이모 헤드비히 폰 슈페를링(1852년 ~ 1925년)이 중장 게오르크 폰 만슈타인(1844년 ~ 1913년)과 결혼했으나 슬하에 자녀가 없었기에 에리히를 입양함으로써 에리히는 폰 만슈타인이 되었다. 만슈타인 집안은 그전에도 에리히의 사촌 마르타(헬레네 헤드비히 자매의 죽은 형제의 딸)를 입양했었다.
만슈타인의 생부와 양부는 모두 프로이센 장군들이었고, 외삼촌과 친조부, 외조부, 양조부 모두 마찬가지였다. 보불전쟁 당시 1개 군단을 지휘한 알브레히트 구스타프 폰 만슈타인이 양부의 아버지였다. 레빈스키-슈페를링-만슈타인 집안은 총 열여섯 명의 일가친척이 장교였고, 그들 중 대부분이 장성 계급을 달았다. 훗날 야전원수이자 제국대통령을 지내게 되는 파울 폰 힌덴부르크가 만슈타인의 또다른 이모 거트루드 폰 슈페를링과 결혼했기 때문에 힌덴부르크는 만슈타인의 이모부가 된다.
만슈타인은 1894년 스트라스부르크에 소재한 가톨릭 김나지움에 입학해 1899년까지 다녔다. 6년간 플뢴과 그로스리히터펠데의 사관후보생 교련단에서 복무하고 1906년 3월 제2보병친위연대에 소위 임관했다. 1907년 1월 중위로 진급했고 1913년 10월 프로이센 전쟁대학에서 3년짜리 장교훈련 프로그램을 수강하기 시작했다. 그러나 1914년 8월 제1차 세계 대전이 발발하여 공부는 1년만에 끝나고 만슈타인은 현역으로 복귀했다. 이후로도 만슈타인은 장군참모 훈련의 나머지 과정을 평생 끝마치지 못했다.

## 초기 경력

### 제1차 세계 대전
1차대전 당시 만슈타인은 서부전선과 동부전선에서 모두 복무했다. 전쟁 개전 시점에서 중위였던 만슈타인은 제2친위예비보병연대에 속하여 벨기에 침공에 종군했다. 만슈타인의 부대는 1914년 8월 나뮈르를 함락시켰고, 9월에는 동프로이센으로 이동하여 이모부 힌덴부르크가 지휘하는 제8군에 배속되었다. 제1차 마수리안 호 전투에 참여한 뒤 만슈타인의 부대는 제9군에 배속되어 오베어슐레지엔에서 바르샤바로 진군했다. 그러나 제9군은 러시아군의 반격을 받아 후퇴했고, 만슈타인은 후퇴 와중 분견대를 이끌고 러시아 참호선을 공격하다가 왼쪽 어깨와 왼쪽 무릎에 총을 맞는 부상을 입었다(11월 16일). 총알 한 발이 좌골신경을 끊어서 만슈타인은 다리가 마비되었다. 회복되는 데는 6개월이 걸렸고 그 동안 만슈타인은 비톰과 비스바덴에서 병원신세를 졌다.
1915년 6월 17일 만슈타인은 복귀하여 막스 폰 갈비츠가 지휘하는 제10군 작전참모장교가 되었다. 얼마 뒤 대위로 승진한 만슈타인은 제10군이 폴란드, 리투아니아, 몬테네그로, 알바니아를 성공적으로 공격하는 과정에서 공세작전 계획 및 수행을 경험으로 체득했다. 1916년 초 베르됭에서 공세작전을 수행하고 그 뒤에는 솜강 근처의 사령부에서 프리츠 폰 벨로브 장군과 프리츠 폰 로스베르크 참모장 휘하에 보급장교로 일했다. 이 일대는 1차 대전 내내 가장 격렬한 전투가 벌어진 전장이었다. 영국군과 프랑스군은 1916년 7월에서 11월에 걸쳐 공세를 펼쳐 겨울쯤에는 독일군을 베르됭-랑스 사이에 구축된 방어선인 힌덴부르크 선까지 밀어붙였다. 만슈타인 대위는 1917년 10월까지 계속 벨로브 수하로 일하다가 리가를 점령중인 제4기병사단 참모장으로 임명받아 그리로 옮겨갔다. 1918년 3월 브레스트-리토프스크 조약으로 동부전선이 독일의 승리로 끝나자 만슈타인의 부대는 동부전선에 더 머무를 필요가 없어졌고, 만슈타인은 다시 랭스 근교의 제213보병사단으로 거처를 옮겼다. 독일군은 서부전선에서 일부 성과를 거두었으나 결국 전쟁에서 졌고, 1918년 11월 11일 휴전협정이 조인(1918년 11월 11일 휴전)된다.

### 전간기
만슈타인은 1920년 슐레지엔 지주 집안의 딸 유타 시빌레 폰 로에슈(Jutta Sibylle von Loesch)와 결혼했다. 만슈타인은 로에슈를 처음 알게 되고 불과 3일만에 청혼했다. 슬하에 장녀 기젤라(Gisela, 1921년생), 차남 게로(Gero, 1922년생), 삼남 뤼디게르(Rüdiger, 1929년생)를 두었다. 차남 게로 폰 만슈타인은 국방군 중위로 복무 와중에 1942년 10월 29일 2차대전 동부전선 북부 지역에서 전사했다. 장녀 기젤라 폰 만슈타인은 에델하인리히 폰 차하리아에링겐탈 소령과 결혼했고, 사위 폰 차하리아에링겐탈은 2차대전 당시 제15기갑연대를 지휘했다.
만슈타인은 제1차 세계대전 종전 이후에도 군에 남았다. 1918년 브레슬라우(오늘날의 브로츠와프)에서 전선방위군 참모로 자원했고 1919년까지 거기서 근무했다. 제2군단 사령부에 소속된 만슈타인은 500,000 여명가량의 독일 제국육군 병력을 국가방위군 전력으로 구조조정하는 데 참여했다. 국가방위군은 바이마르 공화국의 군대로서, 베르사유 조약에 의해 병력 수가 100,000 명으로 제한되어 있었다. 젊어서부터 능력 있는 지휘관으로 촉망받던 만슈타인은 베르사유 조약이 허락하는 4,000 명 장교 중 한 명으로 선택되어 군직을 유지할 수 있었다. 1921년 만슈타인은 제5프로이센보병연대 제6중대 중대장으로 임명되었고 그 뒤에는 제2군관구사령부 및 제4군관구사령부 참모가 되어 1927년까지 군사사 및 군사전술 교육을 맡았다. 그 해에 소령으로 승진한 만슈타인은 베를린의 국가방위군 본청 장군참모가 되었고, 각국 군사시설을 탐방하며 육군 동원계획 수립을 거들었다. 이후 중령으로 진급한 만슈타인은 제4보병연대 경보병대대 대대장으로 임명되어 1934년까지 거기 있었다. 1933년 국가사회주의 독일 노동자당(나치당)이 독일의 권력을 잡음으로써(마흐터그라이풍) 바이마르 공화국은 붕괴했다. 국가방위군은 1920년대부터 이미 베르사유 조약을 어기고 몰래 재무장을 시작하고 있었으며, 나치당 신정부는 공식적으로 조약 파기를 선언하고 대규모 재무장과 군비확장에 돌입했다.
만슈타인은 1934년 2월에 베를린으로 돌아와 대령으로 진급하고 제3군관구사령부 참모장으로 임명되었다. 1935년 7월 1일 만슈타인은 육군 최고사령부(OKH) 산하 육군장군참모 작전처 처장이 되었다. 작전처장으로 재임하면서 만슈타인은 프랑스의 독일 침략을 대비하기 위한 방어작전인 적색 작전(Fall Rot) 수립에 참여하였다. 또한 이 시기에 전차(Panzer)의 역할을 강조하며 전쟁의 과감한 변화를 주장하던 하인츠 구데리안과 오즈발트 루츠를 만나게 되었다. 그러나 육군장군참모총장 루트비히 베크를 비롯한 고위 장교들은 그런 급격한 변화에 반대했고, 만슈타인은 보병을 직접 화력 지원할 수 있는 자주포대 개념의 돌격포(Sturmgeschütz; StuG)의 개발을 대안으로 제안하였다. 결과적으로 돌격포는 2차대전 당시 가장 가격대비 효율이 뛰어난 무기 체계 중 하나로 활약했다.
만슈타인은 1936년 10월 소장으로 진급하며 별을 달았고, 베크 장군의 부관으로 제1상급설영장교(Oberquartiermeister I; 참모차장)이 되었다. 1938년 2월 4일 만슈타인은 중장으로 진급하면서 레그니차에 주둔한 제18보병사단 사단장으로 부임했다. 그해 8월, 만슈타인의 만류에도 불구하고 베크가 사임했다. 베크는 히틀러의 체코슬로바키아 침공(10월)이 너무 이르다고 판단했다. 만슈타인은 베크의 후임 참모총장이 되지 못했고, 그 자리는 만슈타인의 후임으로 참모차장 자리를 맡고 있던 프란츠 할더에게 돌아갔다. 이 일로 만슈타인은 할더에게 앙심을 품었다. 1939년 4월 20일 만슈타인은 히틀러의 50회 생일 잔칫날 연설을 했다. 이 연설에서 만슈타인은 히틀러가 하늘이 독일을 구하기 위하사 내려주신 지도자이며, 독일이 독일 인민의 미래를 위해 나아가는 길을 가로막는 “적대적 세상”이 새로운 세계대전으로 끌려들어가는 것을 보게 된다면 썩 행복할 것이라는 말을 했다. 이스라엘의 역사학자 오메르 바르토브는 만슈타인을 비롯한 장교들의 부상은 나치즘의 열렬한 지지자였던 기술관료적 장교들이 전면 부상하는 세태를 일부 드러냈다고 진단한다. 바르토브의 주장에 따르면 국방군은 나치 정권에서 독립적인 정치 중립적 조직이 아니었으며, 이미 독일 제3제국에 완전히 융합되어 있었다.

## 제2차 세계 대전

### 폴란드
1939년 8월 18일, 폴란드를 침공하는 백색 작전을 준비하던 만슈타인은 게르트 폰 룬트슈테트의 남부 집단군 참모장으로 부임한다. 만슈타인은 룬트슈테트의 작전참모 귄터 블루멘트리트 대령과 함께 작전계획 수립에 참여했다. 만슈타인은 집단군의 기갑병력 다수를 발터 폰 라이헤나우의 제10군에 집중시켜 주면서 돌파구를 마련, 폴란드군을 비스툴라강 서안에 포위시키고, 라이헤나우의 제10군이 기갑기동의 힘으로 폴란드의 수도 바르샤바까지 돌진하는 동안 빌헬름 리스트의 제14군과 요하네스 블라코비츠의 제8군은 측면지원을 맡는다는 계획을 작성했고, 룬트슈테트는 이를 받아들였다. 사실 만슈타인은 개인적으로 폴란드를 독일과 소련 사이의 완충지대로 남겨두는 편이 좋다고 생각했기에 대폴란드 군사 작전에 미온적이었다. 뿐만 아니라 폴란드 침공이 완료되지 않았을 때 서쪽에서 연합군이 뒤통수를 쳐서 독일이 양면전쟁에 빠지게 되는 것도 걱정거리였다.
1939년 8월 22일 열린 회의에서 히틀러는 장군들에게 국가로서의 폴란드를 물리적으로 파괴해야 할 가능성을 역설했고, 만슈타인도 그 자리에 있었다. 전후 출간한 회고록에서 만슈타인은 “(자기는) 히틀러가 폴란드인에 대한 말살 정책을 밀어붙일 것이라고는 생각지 못했다.”고 주장했다. 그는 나중에 다른 국방군 장성들과 함께 아인자츠그루펜의 활동에 대한 보고서를 받아보면서 당 정책을 알게 되었다고 했다. 아인자츠그루펜은 나치 친위대의 별동대로서 육군을 후방 지원하며, 폴란드 지식인들을 비롯한 민간인들을 살상하는 것을 임무로 삼았다. 또한 유대인 등을 잡아다가 게토나 나치 수용소에 잡아 감금하기도 이들의 업무였다. 만슈타인은 훗날 자기 관할 구역에서 벌어진 유대인 및 민간인 살해, 전쟁포로 학대 및 치사 등의 이유로 전범재판에 기소된다.
1939년 9월 1일 개시된 폴란드 침공은 성공적이었다. 남부 집단군의 점령지는 룬트슈테트의 관할 하에 들어왔고, 제8군, 제10군, 제14군 병력은 후퇴하는 폴란드 군을 추격했다. 최초 계획에서는 이들 중 가장 북쪽에 있던 제8군이 우치로 진군하고, 제10군은 기동력을 살려 비스툴라를 향해 쾌진격, 제14군은 크라쿠프의 폴란드 군을 포위하는 것으로 역할이 정해져 있었다. 작전행동 결과 독일군 6개 군단이 9월 8일 ~ 14일에 거쳐 폴란드 군을 라돔에서 포위 섬멸했다. 한편 폴란드 군이 북쪽으로부터 제8군의 좌익을 공격했다. 처음에는 독일군이 밀렸지만 재배치된 제4군, 제8군, 제19군의 부대들이 공중지원과 함께 반격했고, 독일군은 탁월한 유연함과 민첩함을 발휘하여 폴란드 군 9개 보병사단병력을 패배시켰다. (브주라 전투; 9월 8일 ~ 9월 19일) 이 전투는 폴란드 침공 최대 규모의 군사 작전이었다. 10월 6일 마지막 폴란드 군부대가 항복함으로써 폴란드 정복은 조기 완료됐다.

### 프랑스

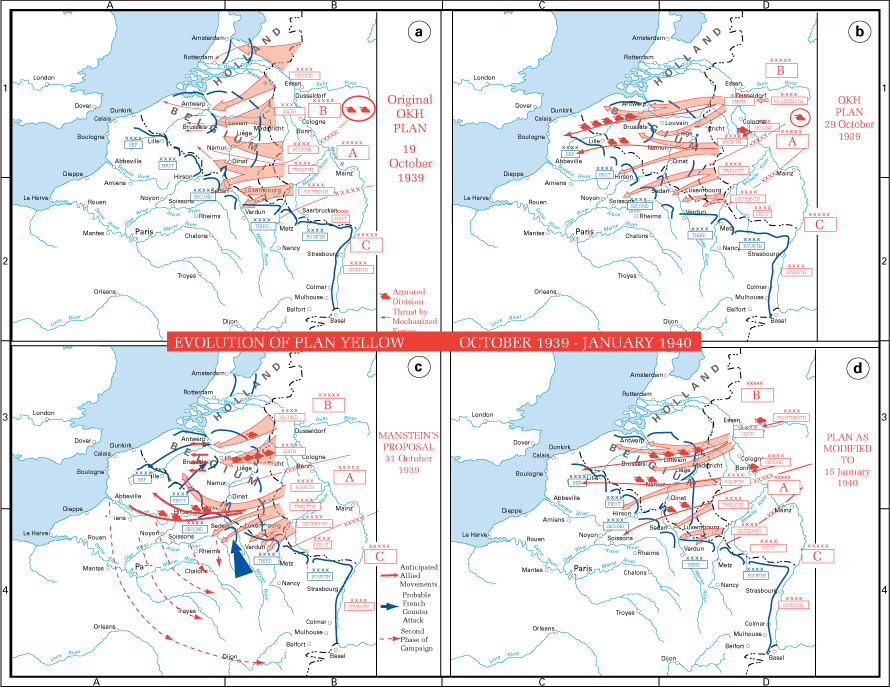
독일의 저지대 국가 침공계획인 황색 작전의 변천사.

프랑스 침공 제1단계 계획인 황색 작전(Fall Gelb)은 육군최고지휘관 발터 폰 브라우히치 상급대장, 장군참모총장 할더 상금대장을 비롯한 육군최고사령부(OKH) 구성원들이 1939년 10월 초에 마련한 것이었다. 1차대전 때의 슐리펜 계획을 답습한 황색 작전은 네덜란드와 벨기에를 통한 포위공격을 필요로 했다. 히틀러는 이에 만족스러워하지 않았고, 참모들은 10월 내내 작전 수정에 시간을 보냈다. 이 작전계획이 불만족스럽기는 만슈타인도 마찬가지였다. 만슈타인이 보기에 황색 작전은 북익에 병력이 집중되어 있어, 기습 공습의 효과가 적고, 남쪽에서의 반격에 노출될 수 있다고 생각했다. 벨기에의 지형은 프랑스 공격을 위한 작전기지로 쓰기에 부적합했고, 만슈타인은 황색 작전이 제1차 세계 대전 때 그랬던 것처럼 적의 섬멸에 실패하고 일부의 성공만 거둔 끝에 지리한 참호전으로 수렴할 것이라고 보았다. 10월 말 만슈타인은 따로 작전방침을 준비하여 상관 룬트슈테트를 통해 OKH에 계획안을 제출했다.
만슈타인의 계획은 하인츠 구데리안이 비공식적으로 협조하여 개발되었는데, 아르덴 숲의 울창한 구릉지를 통해 전차사단이 투입되면 아무도 그것을 예측하지 못할 것이며 그 틈을 타 뫼즈강에 교두보를 마련, 영불해협까지 전속력으로 달리는 것을 골자로 했다. 그러면 독일군은 벨기에-플랑드르의 연합군과 프랑스를 단절시킬 수 있게 된다. 이 작전은 훗날 "낫질작전(Sichelschnitt 지헬슈니트[*])"이라고 불리게 된다. 또한 만슈타인의 계획안은 마지노 선을 측면공격하여 기존의 방어선을 훨씬 더 남쪽으로 확대하도록 강제하였다.
OKH는 처음에는 계획서를 기각했다. 특히 할더는 이 계획이 아무짝에도 쓸모없다고 잘라 말했다. 그러나 11월 11일 히틀러가 스당 기습공격을 위한 병력 재배치를 명령했고, 작전은 만슈타인이 제안한 대로 진행되게 되었다. 1940년 1월 10일 황색 작전의 세부사항이 적힌 문서가 벨기에군의 손에 넘어가버리는 일이 발생하자(메헬렌 사건) 히틀러는 더욱 전향적으로 계획 수정을 수용했다. 그러나 만슈타인의 상관인 할더 상급대장과 브라우히치 상급대장은 만슈타인이 자기 계획이 자신들의 계획을 대신해 사용되어야 한다고 계속해서 우기자 분개하였다. 1940년 1월 27일 할더는 만슈타인을 룬트슈테트의 집단군 사령부에서 경질하고 슈테틴의 제38군단으로 파송해버렸다. 줄곧 좀더 파격적인 공격안에 갈급하던 히틀러는 2월 17일 만슈타인과 회동한 뒤 만슈타인의 계획서를 약간 수정한 것(만슈타인 계획)을 실행하라고 승인했다. 만슈타인과 그의 38군단은 귄터 폰 클루게의 제4군 휘하에 배속되어 프랑스 전역에서 어느 정도 활약했다. 적색 작전(프랑스 침공 제2단계)에 돌입하자 만슈타인 휘하 38군단은 최초로 아미앵 동쪽을 돌파, 센강에 최초로 도달 및 도하했다. 프랑스 침공은 군사적으로 괄목할만한 성공을 거두었다. 만슈타인은 보병대장(General der Infanterie)으로 진급하고 기사십자철십자장을 수훈했다.

### 영국
만슈타인은 독일군의 브리튼 섬 상륙침공작전(바다사자 작전)에 찬동했다. 만슈타인은 이 작전이 위험하지만 반드시 필요하다고 생각했다. 여러 참모들은 연구 끝에 상륙작전을 전개하려면 제공권 장악이 필수 전제조건이라는 결론을 내렸다. 제공권이 장악되면 1차 공세로 4개 군단이 불로뉴에서 영불해협을 건너 벡스힐로 상륙할 예정이었고, 그 중 하나가 만슈타인의 군단이었다. 그러나 영국 본토 항공전에서 독일 공군이 영국 왕립공군을 압도하지 못하자 바다사자 작전은 무기한 연기된다(1940년 10월 12일). 이후 1940년 말까지 만슈타인은 별 할 일이 없어져서 파리와 독일의 고향집을 오가면서 지냈다. 

### 독소전쟁 개전

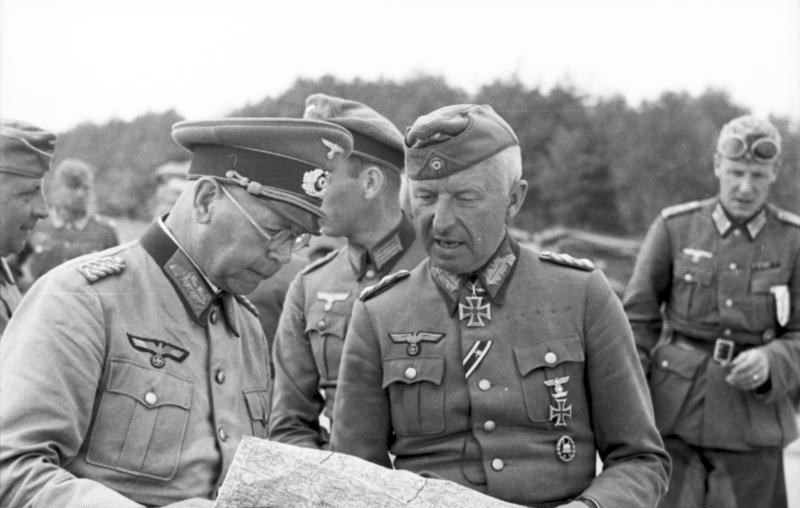
휘하 사단장 중 한 명인 에리히 브란덴베르거 기갑대장과 대화하는 만슈타인. 1941년 6월.

1941년 초 독일 최고사령부는 소련 침공 계획을 작성했다. 암호명은 바르바로사 작전. 5월 15일 만슈타인은 제56기갑군단 군단장으로 임명되었다. 그는 5월에 향후 대공세가 시작된다는 상세한 계획에 대한 브리핑을 받은 250명 장성 중 한 명이었다. 만슈타인의 56군단은 에리히 회프너 대장의 제4기갑군에 배속되었고, 제4기갑군은 빌헬름 리터 폰 레프 원수의 북부 집단군에 배속되었다. 북부 집단군의 임무는 발트 3국을 거쳐 레닌그라드로 진격하는 것이었다. 만슈타인은 공세 시작 불과 6일 전에야 전선에 도착했다. 1941년 6월 22일 바르바로사 작전이 개시되어 동부전선 전체에서 대규모의 독일군 공격이 시작되었다. 만슈타인의 56군단은 게오르크한스 하인하르트의 제41기갑군단과 함께 다우가프필스 근교의 교량들을 확보하기 위해 드니바강 쪽으로 진격했다. 소련군이 여러 차례 반격을 가했으나 공격을 받은 것은 라인하르트의 군단 뿐(라세이니아이 전투), 만슈타인의 군단은 315 킬로미터를 불과 100 시간만에 쾌진격하며 드니바 강에 도달했다. 지나치게 앞서나간 만슈타인의 군단은 다른 아군들과 떨어져 있었고, 상당한 회수의 소련군의 역습을 받았으나 모두 물리쳤다. 라인하르트의 군단이 뒤따라 오자 2개 군단은 루가의 소련군 진형을 양면협공하여 포위하기로 했다.

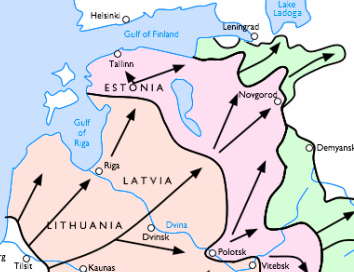
북부 집단군의 진격 상황. 1941년 6월 ~ 12일

이번에도 만슈타인의 군단은 측면 지원 없이 소련군 전선 안으로 깊숙히 들어갔고, 7월 15일 니콜라이 바투틴의 소비에트 제11군의 역공을 받았다. 만슈타인 휘하의 제8기갑사단이 본대와 단절되었다. 8사단은 겨우겨우 빠져나오기는 했으나 심하게 열화되었고, 소련군은 만슈타인의 루가 진격을 지연시키는 데성공했다. 56군단은 재정비를 위해 드노에서 멈추었다. 8사단은 파르티잔 토벌 임무에 투입되었고, 만슈타인은 제4SS경찰사단을 떠맡게 되었다. 루가 공격은 계속 지연되었다.
8월 10일, 만슈타인이 레닌그라드 진격이라는 명령을 받았을 때도 루가 공격은 아직 진행 중이었다. 삼로 호의 새 본부로 옮겨가기가 무섭게 만슈타인은 부하들을 스타라야루사로 보내 포위 위험에 처한 제10군단을 구원하라고 명령했다. 8월 12일 소련군은 제11군과 제34군을 동원하여 북부 집단군에 대한 공세에 나섰고, 독일군 3개 사단을 낙오시켰다. 8기갑사단의 상실과 레닌그라드 진격 기회를 잃은 것에 위협을 느낀 만슈타인은 드노로 돌아갔다. 만슈타인이 역공기동을 펼친 결과 소련군 5개 사단이 포위섬멸당했으며, 이때 동부전선 최초의 항공지원이 이루어졌다. 만슈타인은 소련군 12,000 명을 포로로 잡고 전차 141 대를 노획했다. 소련 34군 사령관 쿠즈마 카차노프 대장은 군법회의에 회부되어 패배의 책임을 묻고 처형당했다. 만슈타인은 그 뒤 남은 시간 동안 전역 개시 이래로 줄곧 황폐한 지형에서 황폐한 날씨 속에 싸우는 부하 장병들을 독려하는 데 보내려고 했지만 별 소용이 없었다. 계속 동쪽으로 진격해 데먄스크에 도달하라는 명령이 떨어졌다. 9월 12일 데먄스크 근교까지 온 만슈타인은 우크라이나의 남부 집단군 제11군 사령관으로 옮겨가게 되었다는 통보를 들었다.

### 크림-세바스토폴

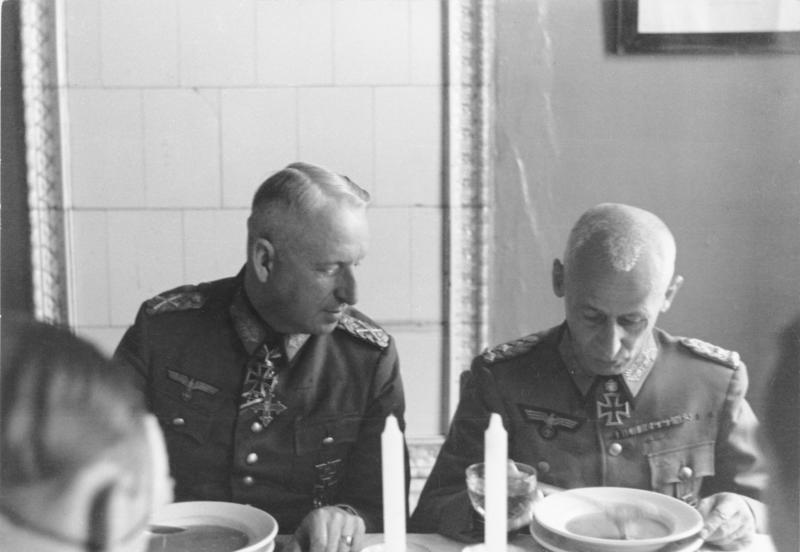
만슈타인과 상급대장 헤르만 호트 (1942년)

1941년 9월에 제11군 사령관 오이겐 리터 폰 쇼베르트 상급대장이 비행기를 타고 이동 중 소련군 지뢰밭에 추락하여 죽자 만슈타인이 그 후임으로 임명되었다. 크림반도를 공격해 세바스토폴을 함락시키고 적 병력을 남부집단군 쪽으로 몰아가며 소련 영토 깊숙히 진격하는 것이 제11군의 목표였다. 히틀러는 소련군이 크림의 공군기지를 사용하지 못하게 되고, 코카서스의 유전에서 오는 기름이 차단되기를 바랬다.
만슈타인의 제11군은 작전 시작 초기에 소련군의 거센 저항을 빠르게 돌파했다. 페레콥 지협의 목전까지 다다른 시점에서 만슈타인에게 남은 병력은 독일군 6개 사단과 루마니아 제3군으로 상당히 줄어들어 있었다. 페레콥 지협의 공략은 느렸고, 또한 다소 어려웠다. 만슈타인은 공중지원이 부족하다고 불평했다. 그리고 만슈타인은 크림반도 내부를 압박하기 위한 기동정찰부대를 만들어 심페로폴과 세바스토폴 사이를 잇는 도로를 차단했다(10월 31일). 심페로폴은 바로 다음 날 함락되었다. 제11군은 세바스토폴을 제외한 크림반도의 모든 도시를 11월 16일까지 점령했다. 한편 300,000여명의 소련군은 바다를 통해 탈출했다.

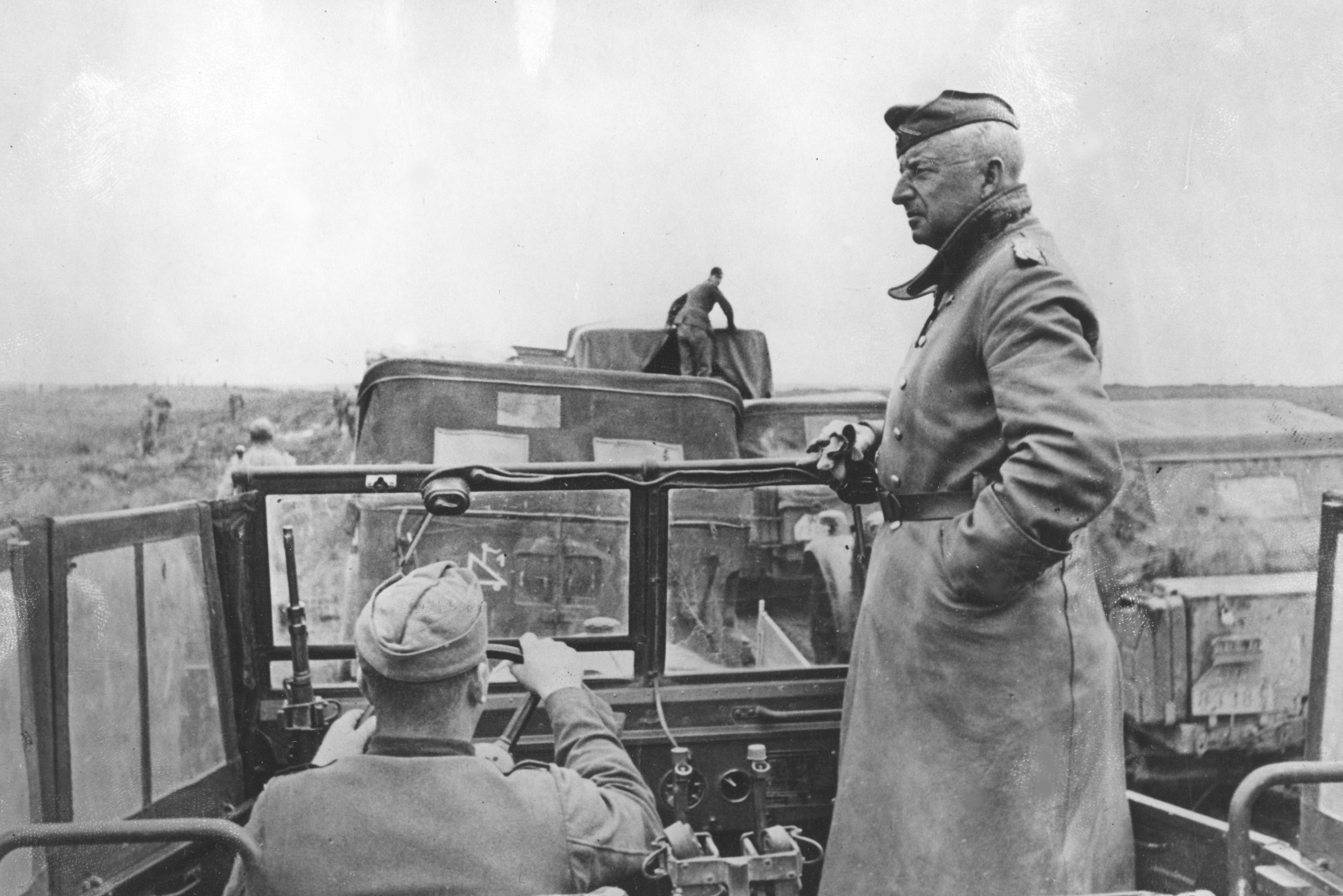
케르치 전선의 만슈타인 (1942년)

11월의 만슈타인의 제1차 세바스토폴 공략은 실패로 돌아갔으며, 다시 공격을 재개하기에는 병력이 부족했다. 만슈타인은 고도로 요새화된 도시 세바스토폴을 봉쇄하라는 명령을 내린다. 12월 17일 만슈타인은 다시 공세를 펼쳤지만 또 실패했다. 12월 26일 소련군이 케르치 탈환을 위해 케르치 해협을 통해 상륙했고, 12월 30일에는 또 소련군 한 부대가 페오도시야 근교에 상륙했다. 케르치 일대에 주둔한 제46사단은 만슈타인의 명령을 어기고 사단장 한스 그라프 폰 슈포넥의 독단으로 서둘러 철수하여 크림반도 동부전선의 붕괴를 막을 수 있었다. 그러나 그 와중에 46사단은 중장비 대부분을 잃어버렸다. 만슈타인은 공격 재개 계획을 취소하고 소련군의 교두보를 파괴하기 위해 병력 대부분을 동쪽으로 보냈다. 병력수와 자원 면에서 소련군이 우위에 있었으며, 게다가 소련군은 바다를 통한 보급까지 받을 수 있었다. 그러나 소련군도 독일군의 보급선을 끊어버릴 수 있는 철도 및 도로 주요 지점의 확보는 실패했다.

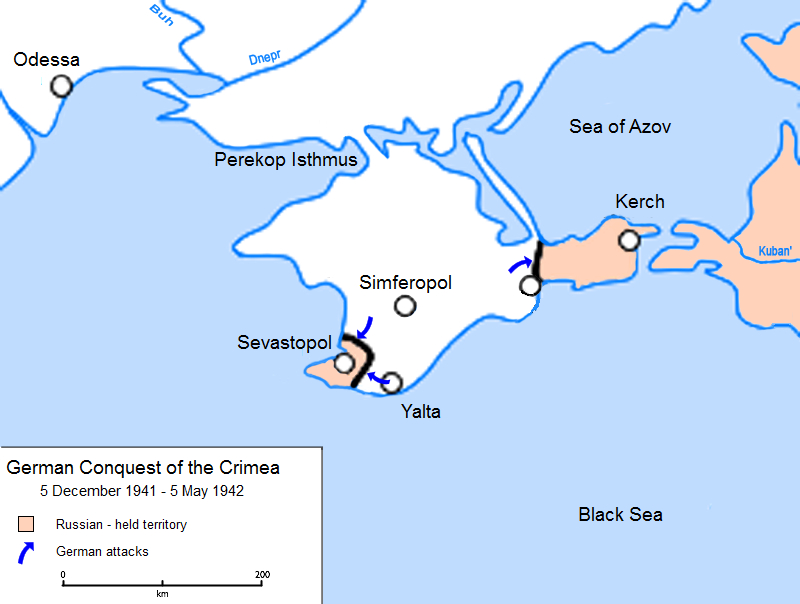
1942년 5월 5일 상황을 보여주는 지도

1942년 5월 2일 케르치 반도 전투가 시작되자 마침내 히틀러는 만슈타인에게 대규모 항공지원을 배정했다. 제11군은 수적 열세에 놓여있었기에 만슈타인은 북쪽으로 공격하는 척 하면서 남쪽을 공격하는 양동을 펼쳤다. 소련군은 곧 도주했다. 만슈타인은 자기 회고록에서 이 전투에서 “포로 170,000 명, 포 1,133 문, 전차 258 대”를 노획했다고 적고 있다. 케르치는 5월 16일 함락되었다. 독일군 사상자는 8,000 명에 불과했다.
1개월 뒤 만슈타인은 다시 세바스토폴 함락에 주의를 올렸다. 이 때 독일군은 구경 600 mm 카를 자주구포, 구경 800 mm의 슈베러 구스타프 열차포 등의 괴물들이 공성에 동원되었다. 1942년 6월 2일 아침, 일제포격이 시작되었다. 볼프람 폰 리히트호펜이 지휘하는 루프트바페 제4항공대도 참여했다. 5일 밤낮동안 포격을 한 끝에 지상군의 도시 공략이 시작되었다.

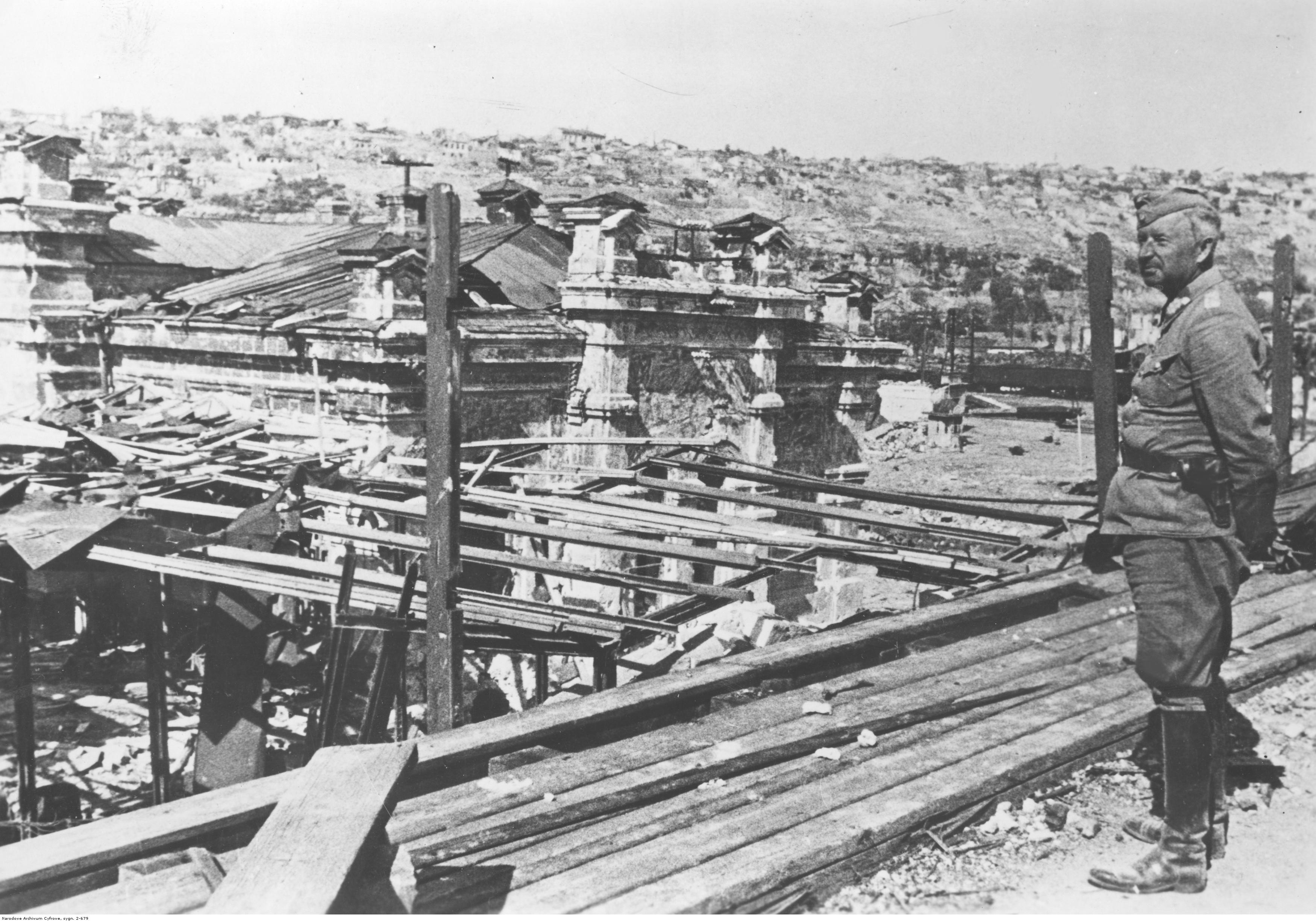
세바스토폴의 폐허를 바라보는 만슈타인 (1942년 7월)

제11군은 6월 중순이 되면서 우위를 점했고, 도시의 북쪽에 집중했다. 달이 넘어가면서 양측의 사상자는 모두 높게 쌓여갔다. 1942년 여름 공세(청색 작전) 전에 일을 끝내야 한다는 점도 증원과 보급의 가능성을 제한했다. 6월 29일 만슈타인은 수륙양용차를 동원해 세베르나야 만으로 기습 공격을 가했다. 작전은 성공했고, 소련군의 저항은 분쇄되었다. 7월 1일 독일군이 세바스토폴에 입성함과 동시에 소련군은 무질서하게 탈출해 나갔고, 히틀러는 같은 날 만슈타인을 야전원수로 영전시켰다. 세바스토폴 전체가 독일군의 수중에 떨어진 것은 7월 4일이었다.
크림 전역에서 만슈타인은 소련인들에 대한 잔학행위, 특히 아인자츠그루펜 D부대의 학살행위에 간접적으로 연루되었다. 아인자츠그루펜은 나치 친위대(SS) 집단 중 하나로서, 유럽의 유대인 박멸을 그 임무로 삼고 있었다. 아인자츠그루펜 D부대는 만슈타인의 제11군이 가는 길을 따라다녔고, 만슈타인에게 차량, 연료, 운전병 등을 제공받았다. 아인자츠그루펜이 유대인들을 총살하려고 계획한 지역에 헌병들이 줄을 쳤는데 이는 탈출하는 사람이 없도록 하기 위함이었다. 아인자츠그루펜 D부대가 유대인 여성과 아동들을 학살하는 것을 보고 충격을 받은 울리히 군체르트(Ulrich Gunzert) 대위는 만슈타인에게 가서 학살을 멈추기 위해 조치를 취해 달라고 진언했다. 군체르트의 증언에 따르면 만슈타인은 그에게 방금 본 것은 잊고 붉은 군대와의 싸움에나 집중하라고 말했다. 군체르트는 만슈타인의 행위를 “책임으로부터의 도피, 도덕적 실격”이라고 평했다. 만슈타인이 전범혐의로 기소되었을 당시 17개 기소사항 중 11개가 크림 전역에서의 유대인과 포로 학대 및 학살에 관련된 것이다.

### 레닌그라드
세바스토폴을 함락시키자 히틀러는 만슈타인이 1941년 9월부터 진행 중이던 레닌그라드 포위전을 수행하기에 알맞은 지휘관이라고 판단했다. 제11군 병력 일부와 함께 만슈타인은 레닌그라드 전선으로 이동하여 1942년 8월 27일 도착했다. 만슈타인은 이번에도 도시에 돌입할 만한 충분한 병력이 없었다. 그래서 대신 라도가호를 통한 레닌그라드의 보급선을 끊어버리는 북극광 작전을 계획했다.
그러나 만슈타인이 전선에 도착한 당일 소련군은 시냐비노 공세를 개시했다. 신야빈 공세는 본래 라도가 호 서안의 좁은 돌출부에 자리잡은 게오르크 린데만의 제18군을 목표로 한 것이었으나, 공세 결과 독일군의 전열을 넘고 지나갈 수 있는 것처럼 보이자 아예 포위를 뚫어버렸다. 히틀러는 정상 지휘계통을 무시하고 만슈타인에게 직접 전화를 걸어 공세행동을 개시하라고 명령했다. 몇 차례의 극심한 전투가 오간 뒤 만슈타인은 9월 21일 역공을 개시하여 소련군 2개 야전군을 돌출부에 고립시켰다. 싸움은 10월 내내 계속되었다. 소련군의 공세는 결국 막아내기는 했으나, 그 과정에서 발생한 병력소모로 인해 독일군은 레닌그라드에 대한 결정적 타격을 행할 여력이 없어졌고, 북극광 작전은 보류되었다. 포위전은 1944년 1월 마침내 소련측의 승리로 끝났다.

### 스탈린그라드

소련군의 스탈린그라드 반격
11월 19일 독일군 전선
12월 12일 독일군 전선
12월 24일 독일군 전선
11월 19일 ~ 28일 러시아군 진격로

지속적인 석유 부족 문제를 해결하기 위해 독일은 1942년 여름 코카서스 유전지대를 목표로 한 대규모 공세를 시작했다(청색 작전). 볼가강의 거점도시 스탈린그라드에 독일 공군이 공습을 가한 뒤 프리드리히 파울루스가 지휘하는 제6군이 진입해서 도시를 점령하는 임무를 맡았다. 파울루스의 6군은 제4전차군의 지원을 받아 도시에 진입했다(9월 12일). 백병육박전과 시가전이 뒤따랐다. 소련군은 11월 19일 대규모 반격 공세를 시작했다(천왕성 작전). 빠른 기동으로 독일군을 감싸는 거대한 원을 만들어 독일군을 도시 안에 가둬 버리는 것이 반격작전의 골자로, 이 목표는 11월 23일 달성되었다. 히틀러는 스탈린그라드를 잃으면 다시 재탈환할 수 없을 것이라는 것을 알고 만슈타인을 새로 편성된 돈 집단군 사령관으로 임명, 스탈린그라드 시내의 독일군을 지원하도록 하는 겨울폭풍 작전을 실행하도록 했다. 만슈타인은 11월 24일 공군의 적절한 지원이 받쳐준다면 가능할 수도 있다는 의견을 밝혔다.
12월 12일 개시된 겨울폭풍 작전은 처음에는 다소의 성과를 거두었다. 만슈타인의 3개 기갑사단(제23기갑사단, 제6기갑사단, 제17기갑사단) 및 제27기갑군단의 지원부대가 스탈린그라드 밖 48 킬로미터 지점까지 육박했는데 이때가 12월 20일이었다. 미스코바 강가에서 독일군은 소련 전차부대의 공격을 받았고 눈보라까지 닥쳤다. 만슈타인은 12월 18일 히틀러에게 제6군이 안에서 밖으로 나오는 내응을 할 필요가 있다고 요청했다. 히틀러는 그 의견에 반대했고, 만슈타인과 파울루스 모두 히틀러의 의견을 대놓고 거스를 수는 없었다. 스탈린그라드 시내의 상황은 계속 악화되었다. 이[蝨]와 추위로 죽어가는 이들이 속출했고 음식물과 탄약은 부족했다. 공군총수 헤르만 괴링이 히틀러에게 공군을 통해 제6군에게 보급을 해줄 수 있다고 장담했다. 그러나 악천후와 항공기 부족, 기계적 어려움 등으로 인해 이는 불가능한 것으로 결론났다. 1월 24일, 만슈타인은 히틀러에게 파울루스에게 항복을 허락하라고 설득했으나 히틀러는 거부했다. 그러나 파울루스는 히틀러의 의중을 무시하고 1943년 1월 31일 그때까지 생존해 있던 91,000 명 장병과 함께 항복했다. 스탈린그라드에서 죽은 독일군과 루마니아군은 200,000여명이며, 포로로 잡힌 이들 중 전쟁 후에 살아서 독일로 돌아갈 수 있었던 이는 6,000여명 뿐이다. 만슈타인은 자신이 제6군을 위해 할 만큼 했다고 생각했지만, 그 안에 포위되어 있던 당사자들의 생각은 달랐다.
| “ | 그의 약점은 그가 히틀러에게 강한 자세를 취하지 않았다는 점이다. 누구나 잘릴 수 있다. 또는 사형선고를 받을 수도 있다. 제정신이라면 군을 스탈린그라드에 머무르게 하는 것이 틀렸다는 것을 알 수 있었고, 그는 제정신이었다. His weakness was that he didn't take a stronger stance against Hitler. One can resign. Or accept the death sentence. If you are totally convinced, and he was, that it was wrong to keep the army in Stalingrad. | ” |
|   | — 스탈린그라드 생존자 빈리히 베어 |   |

미국의 역사학자 윌리엄슨 머레이와 앨런 밀레(Allan Millett)에 따르면 만슈타인이 11월 24일에 히틀러에게 쓴 전언의 내용은 괴링의 공군 보급 계획과 마찬가지로 제6군이 빠져나오지 않을 것이라는 이야기를 함으로써 “… 제6군의 운명에 종지부를 찍었다.” 게르하르트 바인베르크 등의 역사학자들은 만슈타인의 회고록에 나오는 스탈린그라드 이야기가 상당히 왜곡되었으며 거기 묘사된 사건들은 조작된 것이라 지적한다. 바인베르크에 따르면 “전후 독일에서 스탈린그라드 문제는 매우 민감했고, 때문에 만슈타인은 자신이 유대인 집단살해에 대규모 연루되어 있음을 숨기기 위해 이에 관한 기록들을 애써가면서 왜곡했다.”
한편, 소련군은 로스토프를 탈환하고 독일 A 집단군을 고립시키기 위한 자기네들의 공세작전을 개시했다(토성 작전). 그러나 겨울폭풍 작전이 개시되자 소련군은 스탈린그라드 구원을 막기 위하여 병력 일부를 재배치해야 했다. 때문에 공세작전의 규모가 줄어들었고, “소토성 작전”이라는 별명이 붙었다. 아무튼 토성 작전이 시작되자 만슈타인은 전선 전체의 붕괴를 막기 위해 병력의 분산을 강요당했다. 또한 이 공격으로 인해 오토 폰 크노벨스도르프 기갑대장의 제48기갑군단(예하 부대: 제336보병사단, 제3공군야전사단, 제11기갑사단)이 파울루스의 제27기갑군단과 접선하려던 계획 자체가 틀어져 버렸다. 제48군단은 구출 임무에 투입되는 대신 치르 강을 따라 도열하여 소련군의 공격을 막아냈다. 헤르만 발크 기갑대장이 제11사단으로 역공을 가한 것이 주효했다. 독일군은 전열붕괴 직전에 전열을 재정비했으나, 측면의 이탈리아 제8군은 소련군에게 압도되어 궤멸당했다.
이 성공에 고무된 소련군은 1943년 1월과 2월에 거쳐 독일군을 남부 러시아에서 완전히 쫓아내기 위한 일련의 파상공세를 계획한다. 오스트로고즈스크-로소슈 공세 때 그때까지 남아있던 헝가리군과 이탈리아군이 전멸했다. 이후 하리코프와 쿠르스크를 탈환하여 모든 독일군 병력을 도네츠크 동부에 고립시키기 위한 항성 작전과 질주 작전이 개시되었다. 두 작전으로 독일군의 전열이 무너졌고 동부전선 남부 전체가 독일군에게 위험해졌다. 이 위협에 대응하기 위해 돈 집단군, B 집단군, 그리고 A 집단군 일부가 하나로 뭉쳐 남부 집단군을 형성하고, 만슈타인이 그 총사령관이 되었다. 이것이 1943년 2월 초였다.

### 하리코프

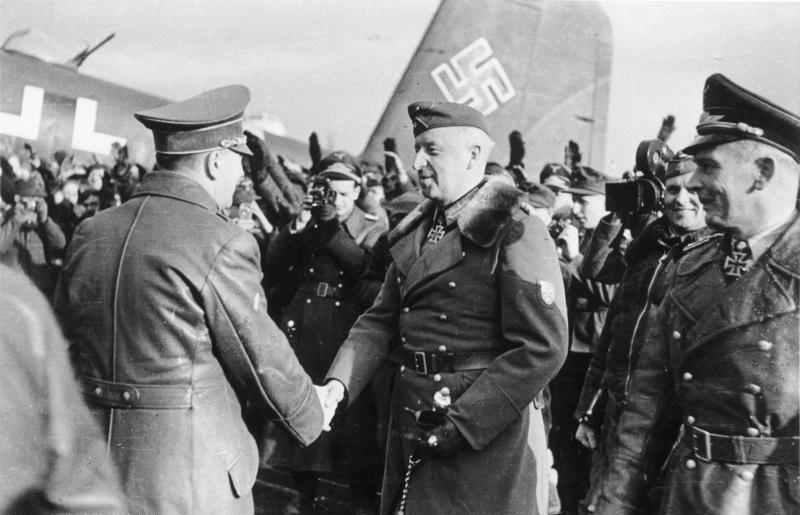
1943년 3월 10일, 삼엄한 경비 하에 히틀러는 전선에서 불과 48 킬로미터 떨어진 우크라이나 자포로제의 남부집단군 사령부로 날아가 군사 현황을 살펴보았다. 만슈타인은 히틀러를 비행장까지 나아가 맞이했다. 오른쪽 사람은 한스 바우어와 공군 항공야전원수 만프레트 폰 리히트호펜.

1943년 2월 공세로 소련군은 독일의 전열을 무너뜨렸고, 2월 9일에는 쿠르스크를 탈환했다. B 집단군과 돈 집단군은 포위당할 위험에 처했고, 만슈타인은 계속 증원을 요청했다. 히틀러는 2월 13일 하리코프를 “무슨 대가를 치르더라도” 사수할 것을 명령했으나. 제2SS기갑군단 군단장 파울 하우서 최상급집단지도자는 2월 15일 도시를 포기하라고 명령했다. 히틀러는 2월 17일 전선에 몸소 납시어 3일에 걸쳐 진빠지는 회의를 진행했다. 만슈타인은 계획을 살리고 또 포위를 방지하기 위해서라도 공세작전이 필요하다고 히틀러를 납득시켰다. 근처 부대들에서 병력이 재편성 및 증원되었다. 만슈타인은 즉시 작전계획을 시작했고, 2월 20일 훗날 "백핸드 블로(backhand blow)"라고 불리는 역공을 가했다. 만슈타인이 후퇴할 것이라고 생각하고 있던 바투틴과 소련군은 완전히 놀랐다. 3월 2일, 독일군은 소련 전차 615대를 노획하고 소련 병사 23,000 여명을 죽였다.
히틀러는 하리코프 탈환의 정치적 중요성을 더하기 위해 3월 10일 몸소 전선을 방문했다. 3월 14일, 만슈타인은 유혈낭자한 시가전이었던 제3차 하리코프 공방전에서 승리함으로써 하리코프를 재탈환했다. 그 뒤 포위되는 것을 막기 위해 가용병력을 세심하게 그러모아 긴 전선을 구축했다. 이 공로로 만슈타인은 곡엽검기사철십자장을 받았다. 하우서의 제2SS기갑군단은 3월 18일 벨고로드를 함락시켰다. 만슈타인의 역공은 전선 붕괴만 막아낸 것이 아니다. 이 승리의 결과 독일군은 상당한 점령지를 회복했으며 소련군 3개 야전군을 궤멸시키고 3개 야전군을 패퇴시켰다. 이 지역에서 한 달 간 소련군 사망자는 46,000 여명이며 포로로 잡힌 이는 14,000 여명이었다. 전차는 600여 대, 대포는 1,200 문이 노획 또는 파괴되었다. 3월 23일, 봄이 오면서 해동기가 되었고 이 일대의 여러 작전들은 일시적으로 종료된다. 쌍방은 모두 쿠르스크에서 격돌, 적의 주력 병력을 전멸시킬 계획을 세우고 있었다.

### 성채 작전
만슈타인은 하리코프 공방전 이후 즉시 쿠르스크 돌출부에 협격을 개시하자고 했으나, 히틀러는 그 계획을 따르면 도네츠 분지의 공업지대에서 병력을 빼와야 한다는 점을 우려했다. 게다가 라스푸티차로 인해 아직 땅이 너무 질어서 전차가 제 위치로 이동하기도 힘들었다. OKH가 준비한 성채 작전의 개시는 병력들이 집결하고 땅이 굳기를 기다리면서 계속 지연되었다. 한편 소련군은 포위의 위험을 너무나도 잘 알고 있었기에, 역시 대규모 병력을 증원하고 독일군이 공격을 개시할 만한 위치와 시기를 첩보로 알아냈다.

쿠르스크 전투 남쪽 협격

성채 작전은 동부전선 독일 최후의 전략적 공세작전이며, 4백만 명 이상의 군인이 동원된 역사상 가장 거대한 규모의 전투 중 하나였다. 독일군이 1943년 7월 5일 최초 공격을 개시할 때쯤에는 이미 소련군이 독일군을 수적으로 거의 세 배가량 압도하고 있었다. 발터 모델의 제9군이 북쪽에서, 만슈타인의 남부 집단군이 남쪽에서 협격하여 협공을 진행했다. 제9군과 남부 집단군 모두 전차가 지뢰밭에 날아간다거나 소련군의 준비된 방어선에 막히는 등 이유로 인해 진격은 더뎠다. 5일 밤낮을 싸운 뒤 모델의 진격이 멈추었다. 이 시점에서 제9군의 사상자는 25,000여명에 달했다. 7월 13일 모델의 부대는 오렐을 향해 후퇴했고, 소련군은 쿠투조프 작전을 개시했다. 만슈타인의 부대는 소련군 전열을 넘어갈 수 있었지만 역시 심각한 사상자가 누적되었다. 만슈타인은 주요 목표물 중 하나인 프로코로브카에 닿기만 하고 진입이나 점령은 하지도 못했다. 7월 11일, 프로코로브카 전투에서 독일군은 소련군에게 큰 피해를 입혔다. 그러나 7월 13일 히틀러가 쿠르스크 공세는 실패했으니 철수할 것을 명령했다. 연합군이 시칠리아를 침공한 것이다. 만슈타인은 항의했다. 만슈타인이 보기에는 쿠르스크의 소련군은 모든 예비능력을 소진한 상태였다. 그러나 히틀러는 작전 포기를 고집했다. 현대 역사학자들은 소련군의 피해가 극심하기는 했으나 독일군이 공세를 성공적으로 계속했을 가능성은 낮다고 보고 있다.

### 쿠르스크에서 드네프르로
만슈타인은 자신이 붉은 군대의 1943년 공세에 동원할 수 있는 능력을 대부분 파괴했으니 쿠르스크 전투는 어쨌든 독일의 승리라고 주장했다. 하지만 소련의 회복 속도가 만슈타인이 예상했던 것보다 훨씬 빠름에 따라 이 자평은 틀린 것으로 판명난다. 만슈타인은 기갑예비대를 미우스 강과 드네프르 강 하류로 이동시켰으나, 사실 그쪽 방면의 소련군의 움직임은 양동이었다. 8월 3일에 시작된 소련군의 공세는 남부 집단군을 심각한 압박 속에 몰아넣었다. 이틀에 걸친 치열한 싸움 끝에 소련군이 독일군의 전열을 넘고 벨고로드를 탈환, 제4기갑군과 하리코프를 지키던 켐프 분견대 사이에 폭 56 킬로미터의 구멍을 내놓았다. 만슈타인은 증원을 요청했고, 히틀러는 그로스도이칠란트 기갑척탄병사단, 제7기갑사단, 제2SS기갑사단 다스 라이히, 제3SS기갑사단 토텐코프 등의 사단을 동부전선으로 보냈다.

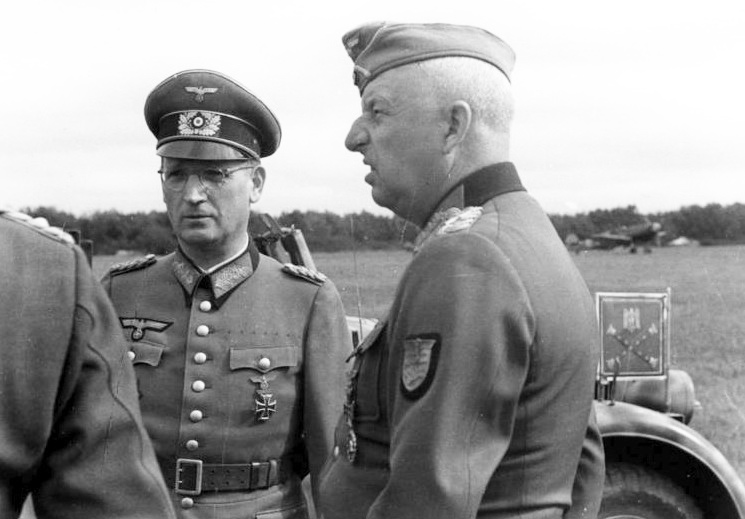
드네프르강의 한스 슈파이델과 만슈타인 (1942년 9월)

드네프르 강을 따라 방어선 구축이 시작되었으나 히틀러는 하리코프를 지켜야 한다며 후퇴 요청을 기각했다. 증원군이 찔끔찔끔 들어오는 사이, 만슈타인은 8월 13일에서 17일 사이에 보호두키프와 오크티르카 근교에서 일련의 역공과 기갑전을 펼쳤다. 그러나 이미 잘 준비된 소련군 전열에 들이받은 독일군은 심각한 피해만 입었다. 8월 20일 만슈타인은 OKH에 도네츠 강 유역의 부하들이 불충분한 병력수로 너무 긴 전선을 유지하고 있으며, 증원을 해주지 않으면 드네프르강까지 후퇴할 수밖에 없다고 알렸다. 소련군의 계속되는 압박은 남부 집단군에서 중부 집단군이 분리되게 만들었고 만슈타인의 북쪽 측면을 심각하게 위협했다. 8월 21일에서 22일 사이, 소련군이 주력 예비대를 동원하여 하리코프를 탈환하자 만슈타인은 이를 제4기갑과 제8군 사이의 간격을 좁혀서 방어선을 재구축할 기회로 삼았다. 9월 15일, 히틀러가 마침내 드네프르 강을 건너 후퇴할 것을 허락했다. 이때 후퇴하면서 만슈타인은 강변 20 ~ 30 킬로미터 지역을 초토화시켰고, 차후 전범재판 때 이 명령을 내린 것도 기소 내용에 포함된다. 7월과 8월을 넘기면서 소련군이 입은 피해는 사상자 1천 6백만 명, 전차 및 자주포 10,000 대, 항공기 4,200 대였다. 독일군의 사상자는 소련군의 10분의 1에 불과했지만, 더 이상 끌어다 쓸 병력과 자원이 없었기에 그 정도 피해도 버티기 어려워졌다. 그해 9월 네 차례에 걸친 회의에서 만슈타인은 히틀러에게 최고사령부를 재조직하고 장군들이 보다 많은 군사적 결정을 내릴 수 있게 해달라고 진언했지만 받아들여지지 않았다.

### 드네프르 전역
1943년 9월 만슈타인은 드네프르 강 서안까지 후퇴했고, 후퇴는 대부분 질서정연하게 진행되고 있었다. 그러나 일부 경우 무질서하게 궤주하듯 후퇴했다. 지친 병사들이 "이성을 잃어가고" 있었기 때문이다. 소련 민간인 수십만 명이 만슈타인의 부대와 함께 서쪽으로 움직였다. 그들은 대부분 가축이며 개인재산을 지니고 있었다. 만슈타인은 소련군의 다음 공격이 키예프 방향일 것이라고 정확히 예측했지만, 소련측은 전역 내내 마스키롭카라는 기만작전으로 공세 시작시기와 정확한 위치를 알지 못하게 했다. 역사학자 윌리엄슨 머레이와 앨런 리드 밀레(Allan Reed Millett)에 따르면, 독일 장성들은 나치의 인종주의를 믿었고, 열등한 “슬라브가 독일의 정보체계를 그렇게 지속적으로 교란할 수 있다는 생각은 감히 할 수조차 없었다.”. 니콜라이 표도로비치 바투틴이 지휘하는 제1우크라이나 전선군은 키예프 근교에서 독일 제4기갑군과 조우했다. 병력면에서 소련군이 독일군을 압도했다. 바투틴은 우선 키예프 바로 북쪽 리우테지를 찔러들어갔고, 그 뒤 남쪽의 부크린 근교를 공격했다. 이게 11월 1일이었다. 독일군은 부크린이 주공(主攻)의 대상일 것이라고 생각하여 바투틴이 리우테지에 교두보를 마련해 드네프르 강을 도하할 수 있게 되자 깜짝 놀랐다. 키예프는 11월 6일 소련군에게 탈환되었다. 독일 제17군은 10월 28일 제4우크라이나 전선군을 공격하다가 크림반도에 고립당했다.

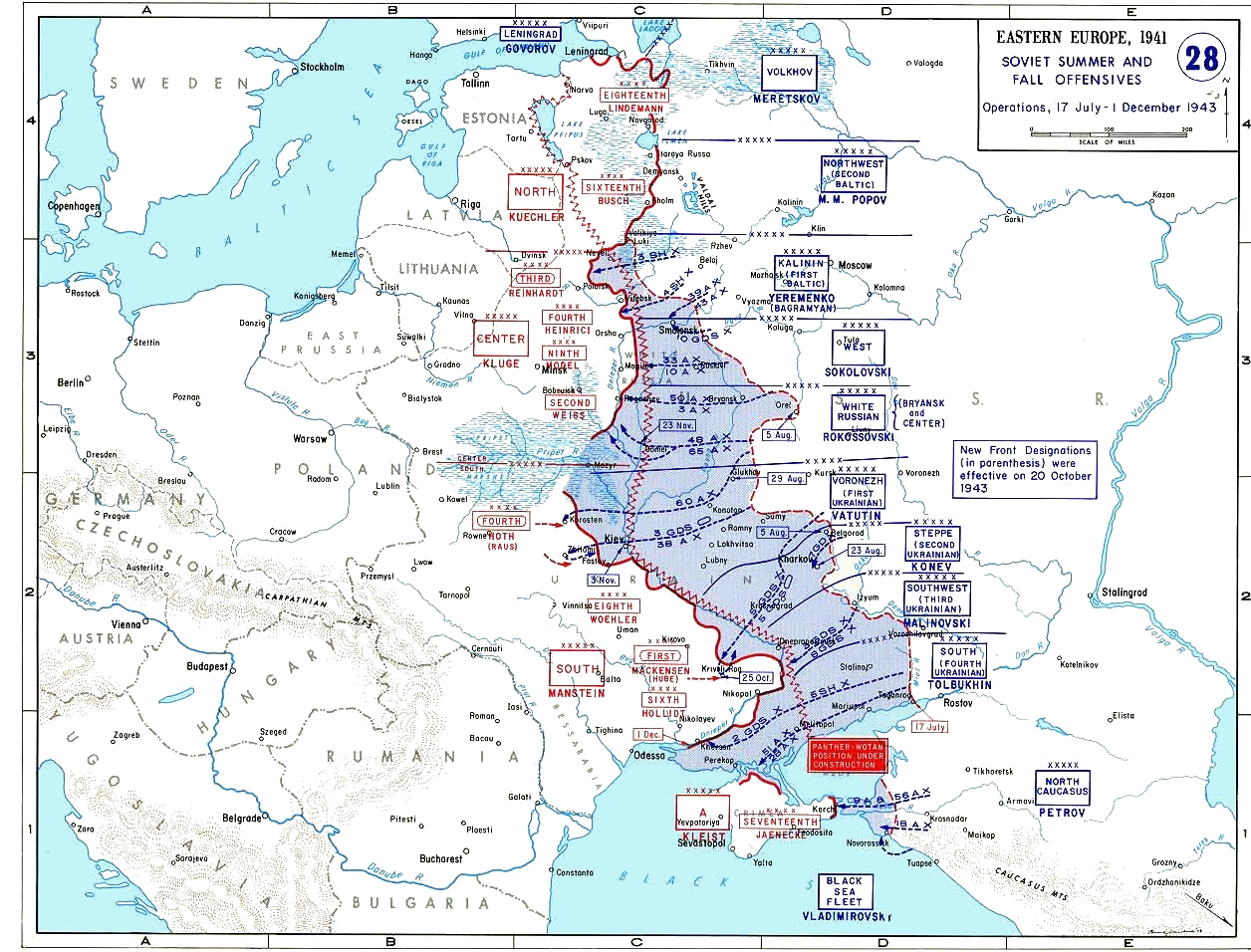
1943년 7월에서 12월까지 드네프르 강을 주위로 벌어진 작전.

헤르만 발크 기갑대장의 지휘로 지토미르와 코로스텐이 11월 중순 다시 독일군에게 넘어갔지만, 증원을 받은 바투틴은 1943년 12월 24일 공세를 재개한다, 이후 소련군은 연전연승을 거두었다. 만슈타인은 히틀러에게 병력 증원을 요구했지만 기각당했다. 1944년 1월 4일, 만슈타인은 히틀러를 직접 만나서 드네프르 방어선을 지킬 수 없으며 병력을 보존하기 위해서는 후퇴해야 한다고 진언했다. 히틀러는 거부했고, 만슈타인은 재차 군사지도부 최고위급의 변화를 요구했으나 보다 넓은 전략을 관리할 수 있는 것은 자기 혼자 뿐이라고 믿던 히틀러는 이도 기각했다.
1월, 만슈타인은 소련군의 공세에 밀려 더욱 서쪽으로 후퇴했다. 히틀러의 허락도 없이 만슈타인은 남부 집단군 제11군단과 제42군단(6개 사단 56,000 여명)에게 1944년 2월 16일에서 17일로 남어가는 야음을 틈타 코르슌 돌출부를 포기하고 탈출하라는 명령을 내렸다. 소련군은 3월 초까지 독일군을 강 너머로 밀어 버렸다. 3월 19일, 현 시점 이후 전원 자기 자리를 사수하라는 히틀러의 명령이 내려졌고, 이 때문에 만슈타인의 제1기갑군은 히틀러의 탈출 명령이 제때 내려오지 않아 포위당하고 말았다(3월 21일). 만슈타인은 리비우의 총통본부로 날아가서 히틀러를 설득했다. 히틀러는 겨우 동의했지만, 3월 30일 만슈타인을 자르고 그를 모델과 교대시킨다.
만슈타인은 1944년 1월 10일 《타임》 지 표지 인물로 선정되기도 했다. 캡션에는 “후퇴는 예술적일지라도, 승리는 반대 방향에 있다(Retreat may be masterly, but victory is in the opposite direction)”고 적혀 있었다.

### 해임
만슈타인은 1944년 3월 30일 검기사십자장을 받고, 4월 2일 베르고프 총통본부에서 남부 집단군 지휘권을 모델에게 넘겨주었다. 모델의 부관 귄터 라이히헬름(Günther Reichhelm)은 뒷날 이 때의 장면을 다음과 같이 회상했다.
| “ | 그[히틀러]는 공격작전 시기 그[만슈타인]의 전략적 기술을 치하했었다. 그러나 그는 이제 이렇게 말했다. “더이상 자네를 남방에 써먹을 수 없네. 모델 야전원수가 인수인계를 받아.”그러자 만슈타인이 대답했다. “총통 각하 … 제 아들이 누워 묻혀 있는 땅을 지키기 위해서라면 모든 전략적 수단을 다할 것이라는 제 말을 부디 믿어 주십시오.” He must have paid him compliments about his strategic skills during the attack operations, but he also said, "I cannot use you in the South. Field Marshal Model will take over." And Manstein replied, "My Führer ... please believe me when I say I will use all strategic means at my disposal to defend the soil in which my son lies buried." | ” |
|   | — 귄터 라이히헬름 |   |

만슈타인은 오른쪽 눈의 백내장 제거를 위한 수술을 받고 리에그니츠의 자택과 드레스덴의 의료시설을 오가며 요양했다. 감염증으로 고통받았고 한때는 시력상실의 위기까지 왔다. 발퀴레 작전을 통해 히틀러를 제거하고 쿠데타를 일으키려 한 7월 20일 음모가 벌어졌을 당시 만슈타인은 발트 해 해안의 휴양지에 가 있었다. 만슈타인은 음모자들 중 주요인물 세 사람(클라우스 폰 슈타우펜베르크 백작, 헤닝 폰 트레스코브, 루돌프 크리스토프 폰 게르스도르프 남작)과 여러 차례 만난 사이였지만 음모에 가담하지는 않았다. 뒤에 만슈타인은 “프로이센 야전원수는 반란하지 않는다(Preussische Feldmarschälle meutern nicht)”라는 말을 남겼다. 그래도 게슈타포가 배치되어 만슈타인의 자택은 감시하에 놓였다.
히틀러가 자신에게 다른 보직을 맡기지 않을 것임이 명백해지자 만슈타인은 1944년 10월 포메라니아에 부동산을 하나 샀다. 그러나 얼마 못 있어 소련군이 그 지역을 점령해서 잃고 말았다. 만슈타인의 고향 리에그니츠는 1945년 1월 22일 소개령이 내려졌고 만슈타인 가족은 난민신세가 되어 친구들과 함께 잠시 베를린에 숨어 있었다. 만슈타인은 베를린에서 총통엄폐호 안에 들어가 있는 히틀러와 대화하려고 시도했으나 쫓겨났다. 만슈타인과 그 가족은 1945년 5월 독일의 패배로 전쟁이 끝날 때까지 계속 서쪽으로 도망갔다. 만슈타인은 오른쪽 눈에 다시 고통을 호소했고 하일리겐하펜의 병원에서 치료를 받다가 영국군에게 체포되어 8월 26일 뉘른베르크 근교 포로수용소로 이송되었다.

## 전후

### 전범재판
만슈타인은 1945년 10월 뉘른베르크로 옮겨졌다. 그는 나치 주요 전범들에 대한 뉘른베르크 재판이 진행되던 뉘른베르크 정의궁에 섰다. 만슈타인은 1946년 8월에 있을 재판에서 총참모부와 국방군 최고사령부(OKW)를 변호하기 위한 132쪽 분량의 문서를 만드는 것에 참여했다. 소위 국방군 무오설, 깨끗한 국방군(홀로코스트와 관련된 국방군의 과실은 없고 다 나치의 짓이다)이라는 미신은 이 문서에 그 부분적 뿌리를 두고 있다. 내용 대부분은 만슈타인이 지크프리트 베스트팔 기병대장과 함께 썼다. 또한 만슈타인은 아인자츠그루펜, 전쟁포로 취급, 군사적 복종 등에 대해 구두 진술했다. 특히 1941년 히틀러가 포로로 잡히는 모든 소련군 정치장교를 재판 없이 총살하라는 명령을 내린 정치장교 지령에 관련된 내용이 많았다. 만슈타인은 자신이 그 지령을 받았으나 실행하지 않았다고 말했다.
뉘른베르크 및 이후 만슈타인 본인의 재판에 제출된 1941년 작성 문서를 보면 만슈타인의 주장은 거짓임이 드러난다. 만슈타인은 여름 내내 정치장교 수백 명의 처형에 관한 정기 보고서를 가납했다. 그는 아인자츠그루펜의 활동에 대해서는 전혀 몰랐으며, 자기 휘하의 병사들은 유대인 민간인 살해에 연루되지 않았다고 했다. 아인자츠그루팬 D부대 대장 오토 올렌도르프는 만슈타인과는 다른 말을 했다. 올렌도르프는 만슈타인이 학살을 알고 있었을 뿐 아니라 제11군 자체가 학살에 참여를 했다고 증언했다. 1946년 9월, 총참모부와 국방군 최고사령부는 범죄조직은 아니라는 판결이 내려졌다.
뉘른베르크에서 증언한 뒤 만슈타인은 영국군에게 구금되어 웨일스 브리드겐드의 아일랜드 농장(소위 제11특수수용소)에 전쟁포로 신분으로 수용되어 전범재판에 끌려나갈지 아닐지 결정을 기다리는 신세가 되었다. 만슈타인은 다른 포로들과 어울리지 않고 혼자 산책을 다니거나 작은 정원을 가꾸면서 소일했다. 이 시기에 책 두 권의 초안을 잡기 시작했다. 영국의 바실 헨리 리델 하트는 만슈타인을 비롯한 아일랜드 농장 수용자들과 서신을 주고받았고 아일랜드 농장 외에도 영국 곳곳의 포로수용소들을 방문했다. 이렇게 모은 정보는 리델 하트의 1947년 베스트셀러 《언덕 반대 쪽에서》(On the Other Side of the Hill)의 바탕이 되었다. 리델 하트는 독일 장성들을 흠모했다. 그는 만슈타인을 작전의 천재라고 칭송했으며, 그 뒤로도 연락을 계속 주고받았다. 리델 하트는 만슈타인의 회고록 《잃어버린 승리》의 영어판이 1958년 간행되는 데도 도움을 주었다. 소련의 압박을 받은 영국 내각은 마침내 1948년 7월 만슈타인을 전쟁범죄 혐의로 기소하기로 결정한다. 만슈타인 외 세 명의 고급장교(발터 폰 브라우히치, 게르트 폰 룬트슈테트, 아돌프 슈트라우스)는 문스터 훈련장으로 이감되어 재판을 기다리게 되었다. 브라우히치는 10월에 죽었고 룬트슈테트와 슈트라우스는 신병을 이유로 1949년 3월 석방된다. 만슈타인의 재판은 1949년 8월 23일에서 12월 19일에 걸쳐 함부르크에서 진행되었다.
만슈타인의 기소 내용은 총 17가지였다. 그 중 셋은 대폴란드전과 관련된 것이었고 나머지 열넷은 대소련전과 관련된 것이었다. 전쟁포로들의 학대한 점, 아인자츠그루펜 D 부대가 크림반도의 유대인 주민들을 죽이는 것에 협조한 점, 소련군의 반격으로 후퇴할 때 초토화 전술로 민간인들의 복지를 묵살한 점 등이 기소이유였다. 수석변호사 아서 코민스 카가 이끄는 기소인단은 만슈타인이 발터 폰 라이헤나우 야전원수의 강조명령에 따라 1941년 11월 20일 서명한 명령서를 증거로 제시하며 그는 집단살해에 대해 알고 있었고 또한 연루된 공모자라고 밝혔다. 문제의 명령서는 “유대 볼셰비키 시스템”의 절멸과 “유대인들에 대한 가혹한 징벌”을 운운하고 있었다. 만슈타인은 그러한 명령서의 초안을 받은 기억은 나지만 서명한 기억은 없닥도 주장했다. 미국의 역사학자 로널드 스멜서(Ronald Smelser)와 에드워드 데이비스(Edward Davies)는 2008년 저술에서 만슈타인은 소련과의 전쟁이 유대-볼셰비즘을 뿌리뽑기 위한 것이라는 히틀러의 생각에 공감하는 자였으며, 강조명령에 서명한 기억이 없다는 그의 주장은 위증이라고 쓰고 있다.
유명한 변호사 레지널드 토머스 패깃을 비롯한 만슈타인의 변호인단은 파르티잔의 상당수가 유대인이었기에 해당 명령서는 정당화될 수 있다고 주장했다. 만슈타인은 부하들을 파르티잔 공격에서 보호하고자 하는 마음에 모든 유대인을 죽이라고 명령했다는 소리였다. 패깃은 만슈타인이 자신의 주권국 정부의 명령을 설사 그 명령이 불법적인 것이라 해도 불복종할 수 없었음을 주장했다. 만슈타인은 자기변호를 위해 나치의 인종정책이 혐오스러웠다고 말했다. 그러나 열여섯 명의 서로 다른 증인들이 만슈타인이 집단살해를 인지하고 있었고 또 어쩌면 직접 연루되었을 수 있다고 진술했다. 패깃은 러시아인들을 “야만인”이라고 부르면서 만슈타인은 최악의 “끔찍한 야만성”을 지닌 러시아인들을 상대로 싸우면서도 전쟁법을 준수하는 “품격 있는 독일 군인”으로서 절제를 보여줬다고 말했다. 만슈타인이 아인자츠그루펜 D부대의 행위에 책임이 있는지 여부는 재판의 핵심 주제였다. D부대는 만슈타인의 직접 지휘를 받지는 않았지만 만슈타인의 관할구역에서 활동했다. 검사측은 이 부대가 무엇을 하는지 파악하는 것은 사령관으로서 만슈타인의 의무이며 또 집단살해 행위를 멈추도록 압력을 행사하는 것도 그의 의무였다고 주장했다. 베놀트 르메이를 비롯한 최근 학자들은 만슈타인이 본인의 재판과 뉘른베르크 재판에서 한 말들이 거의 다 위증일 것이라는 데 의견을 같이하고 있다.
만슈타인은 기소된 내용 17가지 중 9가지에 대해 유죄를 선고받았고 징역 18년형에 처해졌다. 만슈타인의 추종자들이 영국과 독일에서 들고 일어났다. 리델 하트는 영국 언론들에 로비를 벌였고, 독일인들은 만슈타인의 형량이 정치적 결정이라고 생각했다. 1950년 2월 형량이 12년으로 줄어들었다. 패깃은 1951년 만슈타인의 경력과 재판에 관한 책을 썼고 이 책은 베스트셀러가 된다. 여기서 패깃은 만슈타인을 동부전선의 압도적인 역경 속에서도 영웅적으로 싸운 명예로운 군인이자 자신이 저지르지 않은 범죄의 혐의를 뒤집어쓴 희생양으로 미화했다. 이 책은 만슈타인 숭배자들을 더욱 늘어나게 만들었다. 결국 만슈타인은 안질이 재발하고 거기 더하여 윈스턴 처칠, 콘라트 아데나워, 리델 하트, 레지널드 패깃 등이 행사한 압력 덕분에 1953년 5월 7일 석방되었다.

### 반유대주의자 만슈타인
반유대주의는 이 시기 독일을 비롯한 유럽 전체에 퍼져 있었고, 만슈타인의 태도 역시 그와 다를 바 없었다. 만슈타인의 행동은 히틀러와 나치 정권에 대한 충성의 발로이기도 했으며, 일부는 전통적인 프로이센 군사 가치에 기반한 의무감 때문이기도 했다. 만슈타인의 히틀러 비판은 전쟁 수행 와중 의견이 일치하지 않았던 일들에 대해서만 한정되어 있다. 안토니 비보르, 비노이트 르메이(Benoît Lemay)를 비롯한 일부 역사학자들은 만슈타인의 조상 중에 유대계와 슬라브계가 있다는 의견을 내놓기도 한다. 만슈타인은 1934년의 아리아인 조항 도입을 반대한 유일한 국가방위군 장교였다. 만슈타인은 베크 장군에게 보내는 항의 편지에서 누구든지 군에 복무하려고 자원한 사람이라면 자신의 가치를 이미 증명한 사람이라고 썼다.
르메이는 만슈타인의 조카손자 두 명이 소위 말하는 유대인과 독일인의 "잡종(Mischlinge)"이었고 국가방위군에 복무하고 있었기에 이들을 보호하기 위해 만슈타인이 나섰던 게 아닌가 추측한다. 어쩌면 자신에게도 까마득히 멀지만 유대인 조상이 있을 수도 있다는 생각을 했을 법도 하다. 친위대는 만슈타인의 혈통에 대한 조사를 수행했지만 미완으로 끝나서 그 결과는 알 수 없다. 그런 한편, 만슈타인은 볼셰비즘과 유대인이 불가분하게 연결(유대 볼셰비즘)되어 있다고 믿었으며, 유대인들이 주도하는 범지구적 음모가 존재한다고 생각했다. 그러므로 공산주의의 확산을 막기 위해서는 유럽 사회에서 유대인들을 거세하는 것은 필수적인 일이었다. 라이헤나우의 "강조명령(severity order)"에 따른 그의 유명한 1941년 11월 20일 명령서 내용은 다음과 같다.
| “ | 유대 볼셰비키 시스템은 반드시 사라져야 하며 다시는 우리 유럽 생활권을 침범치 못하도록 해야 한다 … 이는 국가와 문명에 반하고 전세계적인 반독 경향을 지원함으로써 우리의 조국에 심대한 피해를 끼쳤으며, 때가 되면 복수의 전령이 될 유대인들과 같은 것이다. 이것들의 씨를 말리는 것은 우리 자신의 생존을 위한 지시명령이다. Jewish Bolshevik system must be wiped out once and for all and should never again be allowed to invade our European living space ... It is the same Jewish class of beings who have done so much damage to our own Fatherland by virtue of their activities against the nation and civilisation, and who promote anti-German tendencies throughout the world, and who will be the harbingers of revenge. Their extermination is a dictate of our own survival. | ” |
|   | — |   |

만슈타인은 자기 부대가 주둔한 지역에서 유대인이나 다른 민간인들이 살해당하는 것을 막기 위한 어떠한 노력도 하지 않았으며, 만슈타인의 제11군은 이러한 학살범죄에 적극적으로 참여했다. 또한 1941년에 오토 올렌도르프에게 보낸 편지를 보면 만슈타인이 아인자츠그루펜(인종말살특무부대)의 존재도 알고 있었음이 드러난다. 이 편지에서 만슈타인은 올렌도르프에게 죽인 유대인들에게서 노획한 손목시계들을 자기 부대에 나눠달라고 요구하고 있으며, 올렌도르프의 부하들의 일을 자기 부하들이 많이 도와 줬으니 자기 부하들이 시계를 받아야 한다고 주장한다. 스멜서와 데이비즈는 민간인을 학살하고 얻은 전리품을 나눠달라는 이 생떼가 만슈타인이 아인자츠그루펜에게 표출한 유일한 불만사항이었다는 점을 강조한다. 만슈타인은 나중에는 홀로코스트에서 죽은 유대인 숫자가 과장된 것이라고 생각한다는 말도 했다.

### 만년과 회고록
1955년 만슈타인은 다른 구 고급장교들과 함께 독일 육군을 재건하려는 계획을 짜던 연방국방성에 소환되었다. 1953년 6월 20일, 만슈타인은 연방의회에서 연설했다. 이 연설에서 만슈타인은 전략적 능력에 대한 자신의 분석과 독일의 국방에 대해 논하고, 독일이 전문군을 가져야 하는지 징집군을 가져야 하는지 결정해야 한다고 말했다. 만슈타인은 연방군(Bundeswher) 징집병 복무기간이 최소 18개월은 되어야 하고 24개월이 가장 좋다는 의견을 밝혔다. 또 예비군을 창설하자는 아이디어도 나중에 시행되었다.
만슈타인의 전쟁 회고록 《잃어버린 승리》(Verlorene Siege)는 1955년 서독에서 출판되었고 1958년 영어판이 출판되어 전세계적으로 널리 퍼졌다. 한국에서도 2016년 10월에 출판되었다. 히틀러와 그의 지도능력에 대해 비판적인 논조였던 회고록은 상당히 높은 평가를 받았고 팔리기도 많이 팔렸다. 리델 하트 등의 역사학자들은 만슈타인이 전쟁의 정치적 도덕적 측면은 무시하고 순수히 군사적 측면만 강조하고 있다는 것을 읽어냈다. 이는 만슈타인 본인과 국방군 최고사령부가 홀로코스트 당시 벌어진 일들에 전혀 책임이 없다고 주장하기 위한 수단이었다. 만슈타인의 자기미화는 대중들의 의견에 큰 영향을 주었다. 만슈타인은 독일 최고의 장군일 뿐 아니라 역사상 최고의 장군들 중 하나라는 거의 종교 수준의 숭배를 받았다. 만슈타인은 거의 신화적인 능력을 가진 군사적 전설적 인물처럼 그려졌고 대중과 학자들에게 모두 높은 평가를 받았다. 베놀트 르메이 등의 전기작가들은 도덕적 문제를 배제하고 군사 문제만 집중한 만슈타인의 태도는 윤리적이라고 말할 수 없다고 생각한다. 1967년 독일 연방군의 에른스트 페르버 중장은 젊은 독일 군인들에게 수뇌부에게 무조건 복종하지 말고, 국가와 독일 인민에게 봉사하는 데 집중할 것을 장려했다.
감옥에서 나온 뒤 만슈타인 부부는 여기저기 옮겨 다녔다. 에센과 본에서 잠깐 살다가 1958년 뮌헨 근교에 집을 한 채 마련해서 거기에 정착한다. 1887년부터 1939년까지를 다룬 만슈타인의 두 번째 회고록 《군인의 삶》(Aus einem Soldatenleben)이 1958년 출판되었다. 만슈타인의 아내 유타 시빌레 폰 만슈타인은 1966년 사망했다. 에리히 폰 만슈타인은 1973년 6월 9일 밤중에 중풍을 일으켜 사망했다. 향년 85세. 그때까지 살아 있던 유이한 독일 야전원수(페르디난트 쇠르너가 1973년 7월 2일 사망하여 가장 오래 살았다)였기에 군장의 예를 다하여 성대한 장례식이 진행되었고, 계급을 막론한 수백 명의 군인들이 장례식에 참석했다. 《타임스》에 실린 만슈타인의 부고 기사는 “만슈타인의 영향력과 능력은 정신의 힘과 지식의 깊이에서 나온 것이지 오늘날 군인들 사이에 광신을 유행시키고 그 인격을 ‘미화(putting over)’시켜서 얻은 것이 아니”라고 서술했다. 독일의 《슈피겔》은 더욱 박한 평가를 내려서, “그는 직무에 대한 맹목으로써 파멸로 향하는 행진을 도왔다”라고 썼다.

## 서훈 내역
- 1914년 1등 철십자장 및 2등 철십자장
- 검기사십자 호엔촐레른 가 훈장
- 1등 검기사십자 프리드리히 훈장
- 각근십자장
- 함부르크 한자 십자장
- 1918년 흑색전상장
- 국방군 장기근속상
- 철십자 전투기장(1939년)
  - 2등 철십자장(1939년 9월 16일)[185]
  - 1등 철십자장(1939년 9월 21일)[185]
- 황금 크림 순장
- 2등 용감공 미하이 훈장(루마니아)
- 곡엽검기사철십자장
  - 기사철십자장 (1940년 7월 19일) - 제38군단장 보병대장으로서 수훈[186][187]
  - 209번째 곡엽철십자장 (1943년 3월 14일) - 남부 집단군 총사령관 야전원수로서 수훈[186][188]
  - 59번째 검철십자장 (1944년 3월 30일) - 남부 집단군 총사령관 야전원수로서 수훈[186][189]
- 국방군 보도에 8차례 언급: 1941년 10월 11일, 12일, 31일; 1942년 5월 19일, 20일; 1943년 3월 20일; 1943년 8월 4일

## 참고 문헌

### 서적
- Bartov, Omer (1999). “Soldiers, Nazis and War in the Third Reich”.   Leitz, Christian. The Third Reich. London: Blackwell. 129–150쪽. ISBN 978-0-631-20700-9.
- Beevor, Antony (1999). Stalingrad: The Fateful Siege, 1942–1943. New York: Penguin. ISBN 978-0-14-028458-4.
- Barratt, Stephen (2012). Zhitomir- Berdichev. Solihull: Helion. ISBN 978-1-907677-66-3.
- Burleigh, Michael (2000). The Third Reich: A New History. New York: Hill and Wang. ISBN 0-8090-9326-X.
- Evans, Richard J. (2008). The Third Reich at War. New York: Penguin Group. ISBN 978-0-14-311671-4.
- Fellgiebel, Walther-Peer (2000) [1986]. Die Träger des Ritterkreuzes des Eisernen Kreuzes 1939–1945 — Die Inhaber der höchsten Auszeichnung des Zweiten Weltkrieges aller Wehrmachtteile [The Bearers of the Knight's Cross of the Iron Cross 1939–1945 — The Owners of the Highest Award of the Second World War of all Wehrmacht Branches] (독일어). Friedberg, Germany: Podzun-Pallas. ISBN 978-3-7909-0284-6.
- Forczyk, Robert (2008). Sevastopol 1942: Von Manstein's Triumph. Oxford: Osprey. ISBN 978-1-84603-465-7.
- Forczyk, Robert (2010). Manstein: Leadership – Strategy – Conflict. Oxford: Osprey. ISBN 978-1-84603-221-9.
- Glantz, David M. (1995). When Titans Clashed: How the Red Army Stopped Hitler. Lawrence, KS: University Press of Kansas. ISBN 978-0-7006-0899-7.
- Glantz, David M.; House, Jonathan M. (1999). The Battle of Kursk. Lawrence, KS: University Press of Kansas. ISBN 978-0-7006-1335-9.
- Knopp, Guido (creator, director) (1998). Hitler's Warriors: The Strategist (television documentary). Germany: ZDF. 2014년 5월 28일에 확인함.
- Knopp, Guido (2000). Hitlers Krieger [Hitler's Warriors] (독일어). Munich: Goldmann Verlag. ISBN 3-442-15045-0.
- Kopp, Roland (2003). “Die Wehrmacht feiert. Kommandeurs-Reden zu Hitlers 50. Geburtstag am 20. April 1939”. Militärgeschichtliche Zeitschrift (독일어) (Militärgeschichtliches Forschungsamt) 62 (2): 471–535.
- Kosk, Henryk P (2001). Generalicja Polska: Popularny Słownik Biograficzny. T. 2, M – Ż, suplement (폴란드어). Pruszków: Oficyna Wydawnicza Ajaks. ISBN 978-83-87103-81-1.
- Lemay, Benoît (2010). Erich von Manstein: Hitler's Master Strategist. Heyward, Pierce (trans.). Havertown, PA; Newbury, Berkshire: Casemate. ISBN 978-1-935149-26-2.
- Longerich, Heinz Peter (2003), “10. Hitler and the Mass Murders in Poland 1939/40”, Hitler's Role in the Persecution of the Jews by the Nazi Regime, Atlanta: Emory University, 2015년 10월 1일에 원본 문서에서 보존된 문서, 2014년 8월 5일에 확인함
- Manstein, Erich (2004) [1955].  Powell, Anthony G, 편집. Lost Victories: The War Memoirs of Hitler's Most Brilliant General. St. Paul, MN: Zenith. ISBN 0-7603-2054-3.
- McKale, Donald M. (2012). Nazis After Hitler: How Perpetrators of the Holocaust Cheated Justice and Truth. Lanham, MD: Rowman & Littlefield. ISBN 978-1-4422-1316-6.
- Melvin, Mungo (2010). Manstein: Hitler's Greatest General. London: Weidenfeld & Nicholson. ISBN 978-0-297-84561-4.
- Murray, Williamson; Millett, Allan Reed (2000). A War To Be Won: Fighting the Second World War. Cambridge, Mass: Belknap Press of Harvard University Press. ISBN 978-0-674-00680-5.
- Nipe, George M. Jr. (2000). Last Victory in Russia: The SS-Panzerkorps and Manstein's Kharkov Counteroffensive, February–March 1943. Atglen, PA: Schiffer. ISBN 0-7643-1186-7.
- Paget, Baron Reginald Thomas (1952). Manstein: Seine Feldzüge und sein Prozess (독일어). Wiesbaden: Limes Verlag. OCLC 16731799.
- Scherzer, Veit (2007). Die Ritterkreuzträger 1939–1945 Die Inhaber des Ritterkreuzes des Eisernen Kreuzes 1939 von Heer, Luftwaffe, Kriegsmarine, Waffen-SS, Volkssturm sowie mit Deutschland verbündeter Streitkräfte nach den Unterlagen des Bundesarchives [The Knight's Cross Bearers 1939–1945 The Holders of the Knight's Cross of the Iron Cross 1939 by Army, Air Force, Navy, Waffen-SS, Volkssturm and Allied Forces with Germany According to the Documents of the Federal Archives] (독일어). Jena, Germany: Scherzers Miltaer-Verlag. ISBN 978-3-938845-17-2.
- Smelser, Ronald; Davies, Edward (2008). The Myth of the Eastern Front: The Nazi-Soviet War in American Popular Culture. Cambridge: Cambridge University Press. ISBN 978-0-521-71231-6.
- Thomas, Franz (1998). Die Eichenlaubträger 1939–1945 Band 2: L–Z [The Oak Leaves Bearers 1939–1945 Volume 2: L–Z] (독일어). Osnabrück, Germany: Biblio-Verlag. ISBN 978-3-7648-2300-9.
- “Fritz von Manstein: Jan. 10, 1944”. Time magazine (Time Warner). 1944년 1월 10일. 2013년 8월 26일에 원본 문서에서 보존된 문서. 2012년 9월 9일에 확인함.
- “Obituary: Field Marshal von Manstein: An outstanding German soldier” (transcript). The Times. 1973년 6월 13일. 2012년 8월 19일에 확인함.
- Weinberg, Gerhard (2005) [1994]. A World at Arms : A Global History of World War II. New York: Cambridge University Press. ISBN 978-0-521-85316-3.

### 웹 사이트
- "Erich von Manstein: His Life, Character and Operations – A Reappraisal" by Jörg Muth at Axis History Factbook
- Chronology 보관됨 2008-10-24 - 웨이백 머신
- The New York Review of Books: "How Wrong Was Churchill?" by Noel Annan
- "Kursk Reconsidered: Germany's Lost Victory" by George M. Nipe, Jr., published in World War II magazine, February 1998
- The Battle of Odessa – 1941 by Victor Nitu
- The Crimean Campaign at wehrmacht-awards.com